# Dendrochilum cymbiforme
Dendrochilum cymbiforme är en orkidéart som beskrevs av Oakes Ames. Dendrochilum cymbiforme ingår i släktet Dendrochilum och familjen orkidéer. Inga underarter finns listade i Catalogue of Life.